# دوري الدرجة الأولى الروماني 1998–99
دوري الدرجة الأولى الروماني 1998–99 (بالرومانية: Divizia A 1998-1999)‏ هو الموسم 81 من  دوري الدرجة الأولى الروماني. أقيم خلال الفترة 1 أغسطس 1998 وحتى 12 يونيو 1999، وأشرف على تنظيمه اتحاد رومانيا لكرة القدم، وكان عدد الأندية المشاركة فيه  18، وفاز فيه رابيد بوخارست بعد أن لعب 34 مباراة وفاز بـ 28 منها.

## نتائج الموسم
| المركز | فريق          | لعب | ف  | ت | خ | له | عليه | ف.أ | نقاط | ملاحظة |
| ------ | ------------- | --- | -- | - | - | -- | ---- | --- | ---- | ------ |
| 1      | رابيد بوخارست | 34  | 28 | 5 | 1 | 79 | 18   | +61 |      |        |